# Nasuticladius niger
Nasuticladius niger är en tvåvingeart som beskrevs av Freeman 1961. Nasuticladius niger ingår i släktet Nasuticladius och familjen fjädermyggor. Inga underarter finns listade i Catalogue of Life.